# Paul Richard Sharp
 Paul Richard Sharp er professor i økonomisk historie ved Syddansk Universitet. Hans primære forskningsfelt er Danmarks økonomiske historie, hvor han særligt har udforsket udviklingen af dansk landbrug og humankapital.

## Biografi
Paul Sharp er oprindeligt fra England, hvor han i 1998 færdiggjorde en bachelor i historie ved King's College London. Han flyttede efterfølgende til Danmark og opnåede en kandidatgrad og ph.d.-grad i økonomi ved Københavns Universitet i hhv. 2006 og 2009. Han havde herefter en række stillinger på forskellige universiteter, bl.a. som Postdoc ved Københavns Universitet og adjunkt ved Humboldt Universitet.
Sharp er nu professor i økonomi ved Syddansk Universitet, hvor han er leder af Historical Economics and Developments Group (HEDG) og involveret i det nordiske forskningssamarbejde "Human Capital in the Nordic Countries Project" samt redaktør på flere tidskrifter om økonomisk historie.

## Forskning
Sharp har forsket i flere emner indenfor økonomisk historie, heriblandt tidlig økonomisk udvikling før Den industrielle revolution, globalisering i det 19. århundrede og migration.

### Danske mejerier, migration og økonomisk udvikling
Sharps mest omtalte forskning omhandler udviklingen af dansk landbrug, særligt andelsmejerierne og deres betydning for produktionen af mælk, smør og bacon, som kunne eksporteres til bl.a. England. I bogen A Land of Milk and Butter udfordrer han og medforfatter Markus Lampe den romantiske fortælling om, at Danmarks landbrugssucces skyldtes andelsbevægelsen og påpeger i stedet den afgørende rolle spillet af tyske godsejere fra Slesvig-Holsten, som medbragte teknologi og en ny økonomisk måde at anskue landbrug på, f.eks. gennem bogholderi.
Den centrale mekanisme bag det danske landbrugs succes er derved ifølge Sharp migrationen af folk, der bringer ny viden og teknologi.
Paul Sharp har udforsket denne ide om migration yderligere ved at undersøge, hvordan danske udvandrere senere bragte denne viden og teknologi til Amerika og forbedrede produktionsevnen i amerikansk landbrug.
Han argumenterer for, at denne forskning har relevans for nutiden på flere måder. Det viser, at vejen til økonomisk succes for udviklingslande ikke ligger i udelukkende at fokusere på indførslen af en andels-struktur i landbruget, men afhænger af andre ting som spredning af viden og ekspertise til disse lande. En yderligere implikation af disse fund er, at der er mulige problemer ved nogle former for immigrationspolitik, f.eks. indvandring baseret på pointsystemer. Mange af de danske udvandrere til Amerika, som bragte økonomisk fremgang og udvikling, var nemlig fra de lavere sociale klasser og ville ikke kunne migrere under disse pointsystemer.

### Humankapital i de nordiske lande
I dag er Sharp en af lederne af Human Capital in the Nordic Countries-projektet (HCNC), der søger at kortlægge humankapital i Skandinavien over de sidste århundreder ved at udnytte machine learning-metoder til at indsamle information fra historiske kilder som karakterbøger og studenterbiografier.

## Udvalgte udgivelser

### Bøger
Markus Lampe og Paul Sharp (2018) - A Land of Milk and Butter: How Elites created the Modern Danish Dairy Industry om dansk mejeribrug.
Karl Gunnar Persson og Paul Sharp (2019) - An Economic History of Europe: Knowledge, Institutions and Growth, 600 to the Present, 2nd Edition. Lærebog for økonomisk historie.